# Diestrammena ferecaeca
Diestrammena ferecaeca är en insektsart som beskrevs av Gorochov, Rampini och Di Russo 2006. Diestrammena ferecaeca ingår i släktet Diestrammena och familjen grottvårtbitare.

## Underarter
Arten delas in i följande underarter:
- D. f. ferecaeca
- D. f. proxima